# Густафссон, Янне
Юхан Аугуст «Янне» Густафссон (швед. Johan August "Janne" Gustafsson; 2 мая 1883, Сетер — 24 сентября 1942, Сетер) — шведский стрелок, призёр летних Олимпийских игр.
На летних Олимпийских играх 1908 в Лондоне Густафссон соревновался стрельбе из винтовки на 300 метров и стал вторым среди команд и пятым среди отдельных спортсменов. Также в стрельбе из армейской винтовки среди команд он стал пятым.